# Остров Демонов

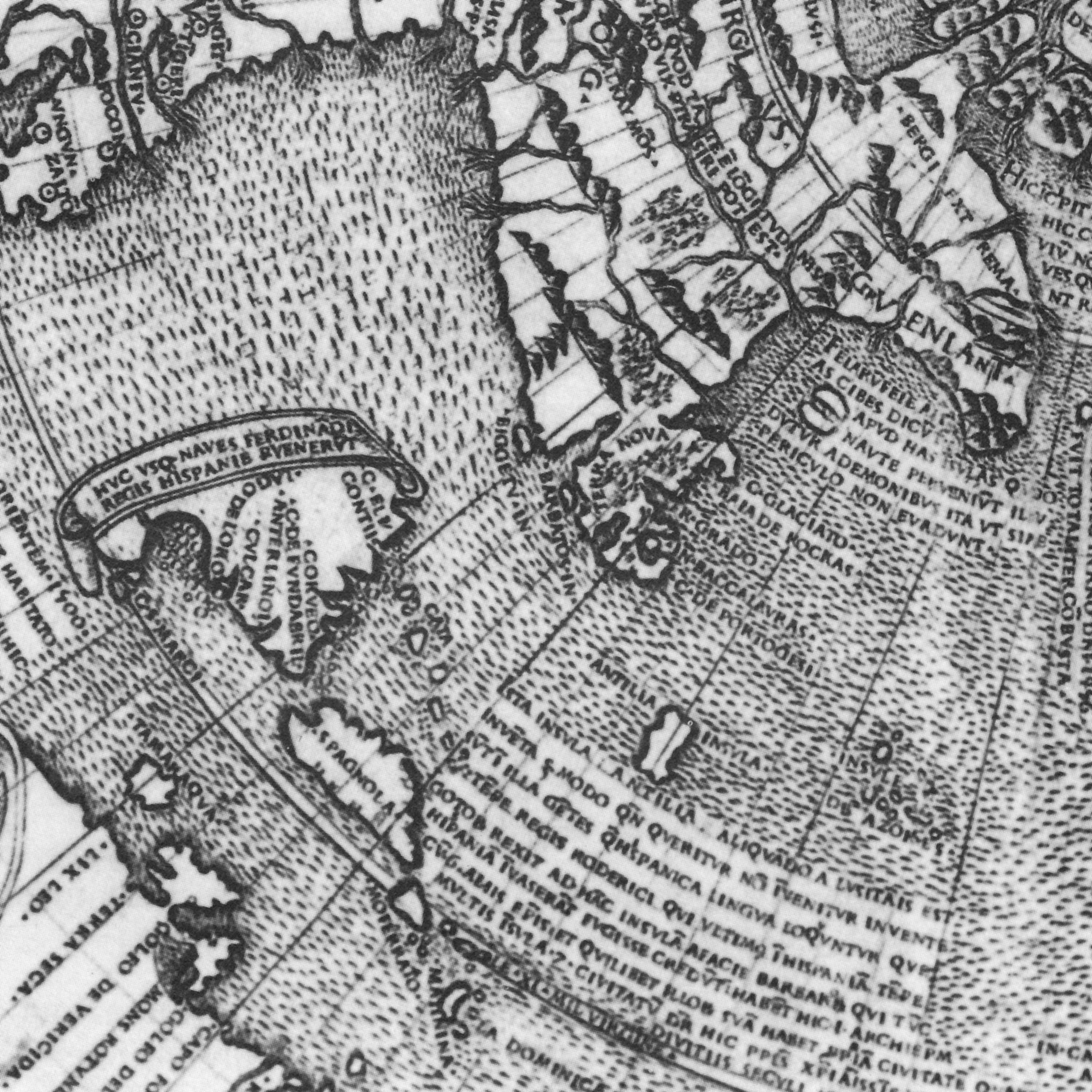
Первое изображение острова Демонов рядом с Антилией на карте 1508 года

Остров Демонов — остров-призрак, изображавшийся на картах с начала XVI века до середины XVII века рядом с Ньюфаундлендом. Его часто представляли в виде двух островов.
Считалось, что остров был населён демонами и дикими зверями. Демоны и звери атаковали любые проходящие достаточно близко суда и до смерти мучали каждого, кто осмелится ступить на остров. Существует также легенда про племянницу капитана корабля, которая забеременела от одного матроса и её вместе с возлюбленным высадили на остров, где их терзали демоны и злые духи. Одна из любимых баек местных мореплавателей была, что они видели эту пару, блуждающую по острову в поисках спасения, но никто не осмеливался приблизиться к острову. Эту легенду использовала в одной из семидесяти двух новелл «Гептамерона» королева Маргарита Наваррская. Подробности записаны и первым французским исследователем Нового Света — Андре Теве.
Остров Демонов впервые появился на карте Иоганнеса Рюйша 1508 года. Скорее всего это был переименованный остров Бесов (Satanazes), который часто появлялся на картах XV века в Атлантическом океане севернее Антилии. Остров Демонов был изображён вместе с Антилией рядом с Ньюфаундлендом. Последующие картографы также изображали маленький остров рядом с Ньюфаундлендом, но без Антилии. К середине XVII века остров Демонов перестали изображать на картах.